# Relations entre la Californie et les États-Unis
Les relations entre la Californie et les États-Unis sont les relations entre l'État fédéré de Californie avec la Fédération, c'est-à-dire le gouvernement fédéral américain, depuis l'adhésion de la Californie en 1850.

## Histoire

### Sous le mandat de George Bush
En 2007, le directeur de l'Agence fédérale pour l'environnement a refusé d'accorder une dérogation à la Californie qui aurait permis à l’État d'adopter des normes plus strictes en matières d'émissions automobiles que celles prévues par le gouvernement fédéral. En réaction, le gouverneur de Californie Arnold Schwarzenegger a déclaré que la Californie portait plainte contre le gouvernement fédéral.

### Sous le mandat de Donald Trump
Alors que Donald Trump est élu à la présidence américaine, la Californie a voté à près de 61,5 % en faveur d'Hillary Clinton. Rapidement, les relations entre l’administration Trump et l’État se détériore sur les sujets tels que l’environnement, la lutte contre le changement climatique ou l'immigration.
En mars 2018, le Procureur général des États-Unis Jeff Sessions a déclaré que la Californie utilise les pouvoirs qu'elle a, et des pouvoirs qu'elle n’a pas, pour ralentir l’exécution du droit fédéral. Cette remarque conduisit le gouverneur de Californie Jerry Brown (Démocrate) à déclarer, au sujet des actions du gouvernement Trump, que « au fond, c'est comme aller en guerre contre l'État de Californie ». En effet, le gouvernement fédéral s'oppose à une loi californienne ayant établi des villes sanctuaires permettant de protéger les populations immigrées.
Pendant le premier mandat de Trump, entre 2017 et 2021, la Californie a porté plainte à 123 reprises contre le gouvernement fédéral ; ces démarches lui ont coûté 10 millions de dollars par an. Elle a remporté deux procès sur trois.

## Rapport entre le droit californien et le droit fédéral
En théorie, et bien que cette définition a évolué, l’État fédéral américain fonctionne selon le principe d'attribution selon lequel les compétences qui ne sont pas listées parmi celles du gouvernement fédéral appartiennent aux États fédérés. La Constitution fédérale établit des normes de bases auxquelles la Californie doit souscrire mais auxquelles elle peut également ajouter des protections additionnelles conforme à la constitution des États-Unis.
Ainsi, la Californie a adopté une série de protections constitutionnelles supplémentaires absentes de la constitution fédérale tel que : la protection de certaines formes de taxation, la lutte contre les discriminations sur la base du sexe ou de l’origine ethnique (selon les définitions du bureau américain du recensement des termes « race » et « ethnicity »).

## Sources

## Compléments